# Fauconnet à ailes tachetées
Spiziapteryx circumcincta
Genre
Espèce
Répartition géographique
Statut de conservation UICN

 LC  : Préoccupation mineure
Statut CITES
Le Fauconnet à ailes tachetées (Spiziapteryx circumcincta) est une espèce d'oiseaux de la famille des Falconidae, la seule du genre Spiziapteryx.

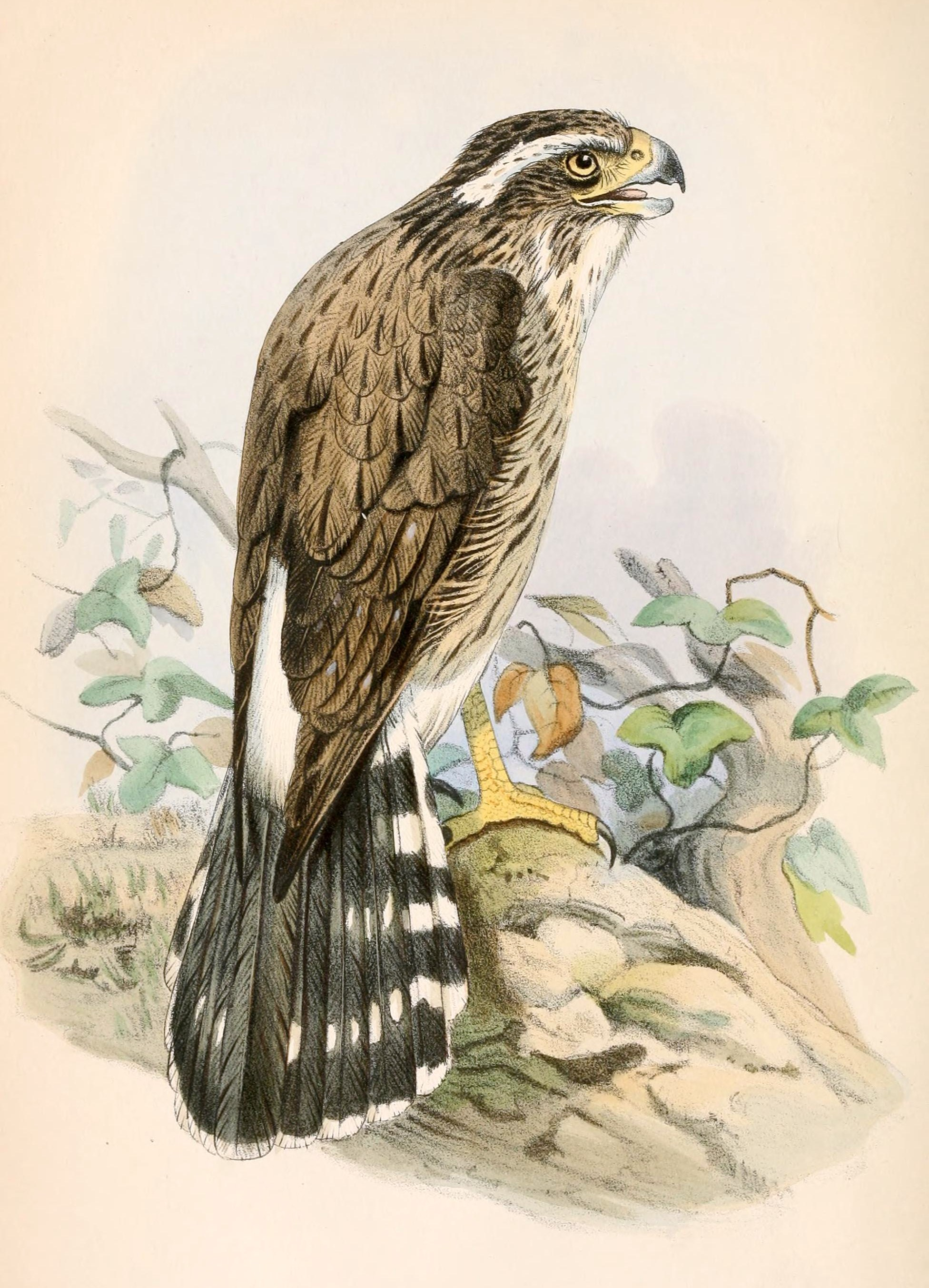

## Répartition
Cette espèce vit en Argentine, en Bolivie, au Paraguay et en Uruguay.